# Список кораблей Платов/Platoff
Совокупность плавсредств, названных в честь генерала от кавалерии М. И. Платова как объект нематериального культурного наследия, входящих в историко-культурное пространство разных стран выполняет функцию сохранения исторической памяти.
На текущий момент выявлено 18 кораблей, список которых опубликован в журнале.

## Список выявленных кораблей, связанных с именемМ. И. Платова
- 1. Корабль	Platoff,	США, Регистр 1820 г, № 343, водоизмещение — 250 т. Регистр 1830 г. № 396.
- 2. Бриг Platoff,	Англия,	1813 г. Регистр 1818 г., № 343, водоизмещение −111 т.
- 3. Бриг Platow,	Голландия. Регистр 1818 г., № 345, водоизмещение — 85 т.
- 4. Бриг Graff Platoff,	Российская империя,	1813 г. Регистр 1818 г. № 405, водоизмещение — 150 т.
- 5. Барк Platoff,	Англия,	1813 г. Регистр 1820 г., № 74, водоизмещение — 210 т.
- 6. Шлюп Platoff,	Англия,	1816 г. Регистр 1820 г., № 344. В Регистре 1828 г, № 387, указано место постройки — Россия/водоизмещение — 35 т.
- 7.	45	Шхуна Miss Platoff,	Англия,	1817 г. Регистр 1818 г., № 1132, водоизмещение — 170 т. Назван в честь дочери атамана М. И. Платова — Марии.
- 8. Шхуна	Platoff,	Российская империя,	1817 г. (William. H. Dall, Alaska and its resorcers. p.330. Boston, 1870), Российско-Американская компания.
- 9. Шнява	Platoff,	Англия,	1847 г. Регистр 1854—1855, № 316, водоизмещение 204 т.
- 10. колёсный почтово-пассажирский пароход Граф Платов,	Российская империя/СССР.	1884 г., водоизмещение — 684 т. Тип Граф Платов. Списан в 1922 г. с названием ТЩ-21. Одесса, ВМФ СССР.
- 11. Теплоход,	Атаман Платов с 1995 г.	СССР/РФ.	С 2008 г. в Кожуховском затоне, Москва, проект 331.
- 12. Рыболовный траулер , ИМО 6926438, Атаман Платов, СССР/РФ.	1967 г., водоизмещение — 2 827 т. Первоначальное именование — Революционер. Действует.
- 13. Универсальный корабль, Атаман Платов (2001 − 2010 гг.)	РФ/Турция.	1996 г., водоизмещение — 3000 т. Проект 17310, тип РФ В настоящее время — Unzile Ana, Стамбул, IMO 9133367.
- 14. судно научно-исследовательское (бот промысловый)	Платов	РФ	2000 г. водоизмещение — 38,6 т. Действует. Проект БПМ-74М Порт Таганрог. Судно Университета Южного федерального округа.
- 15. Рыболовный бот  Атаман Платов,	РФ. Регистровый № 17-76 СИ. Действует. Проект 102 тип МН. Приписка г. Саратов.
- 16. Катер	Атаман Платов,	РФ	2001 г. Регистровый № 055607. Проект 13987. Действует.
- 17. Плавдача  Атаман Платов,	РФ, государственная инспекция по маломерным судам № Р 82-35 РИ. Действует. Порт Волгодонск.
- 18. Десантный катер	Атаман Платов,	РФ,	2009 г. Проект 21820. ВМФ России. Действует.